# Anamaría Diéguez Arévalo
Anamaría Diéguez Arévalo (* 6. Februar 1952) ist eine guatemaltekische Diplomatin und war zeitweise als Botschafterin tätig.
Von 1970 bis 1974 studierte sie Politikwissenschaft und Soziologie an der Universität Rafael Landívar in Guatemala und an der Universidad Complutense de Madrid. Zwischen 1979 und 1983 erwarb sie ein Lizenziat der Agrarwissenschaften an der USAC mit dem Schwerpunkt ländliche Entwicklung. Von 1988 bis 1993 erwarb sie den Masterabschluss an der Universidad Iberoamericana in Mexiko. Sie spricht fließend Englisch, Französisch und Spanisch.
2007 nahm Anamaría Diéguez Arévalo als Staatssekretärin im guatemaltekischen Außenministerium an einem Workshop zum Thema Menschenhandel teil. Im August 2008 zeichnete der französische Botschafter in Guatemala, Norbert Carrasco-Saulnier, Anamaría Diéguez Arévalo mit den Insignien der Ehrenlegion aus.